# Barna kivi
A barna kivi, más néven csíkos kivi (Apteryx australis) a madarak osztályának struccalakúak (Struthioniformes) rendjébe, a kivifélék (Apterygidae) családjához tartozó faj.

## Elterjedése, élőhelye
Új-Zéland Déli-szigetén és a Stewart-szigeten él. Erdők, bozótosok rejtőzködő, talajszinten élő állata.

## Alfajai
- déli-szigeti barna kivi (Apteryx australis australis)
- stewart-szigeti barna kivi (Apteryx australis lawryi)

## Megjelenése
A faj hímjei 50-65 centiméter magasak, testtömegük pedig 1,5–3 kilogramm között változik. A tojók ugyanolyan magasak, de testtömegük 2–3,8 kilogramm közötti. Lapos szegycsontú, röpképtelen madarak. A becslések szerint kb. 35 000 példányuk él.
Csüdje hosszabb, ujjai és karmai rövidebbek, mint a többi kivinek.
|  |

## Életmódja
Éjszaka aktív erdei állat. Napközben üregekbe húzódik. Rosszul lát, csőre hegyén lévő orrnyílásával viszont nagyon jó a szaglása. Lárvákkal, rovarokkal, puhatestűekkel és gyümölcsökkel táplálkozik. Félénk, gyors futású madár. Magas, sípoló hangot ad ki.

## Szaporodása
A tojó két, a madár méretéhez képest hatalmas tojást rak, egy csupasz üregbe vagy fatörzsbe. A hímek kotlanak, a fiókák fészekhagyók.
A tojás a nőstény egész borda alatti részét kitölti.